# Leichtathletik-Team-Europameisterschaft

Logo der European Athletic Association

Die Leichtathletik-Team-Europameisterschaft (englisch: European Athletics Team Championships, Sponsorenname: SPAR European Team Championships) ist ein Nationenwettkampf, der seit 2009 als Nachfolgeveranstaltung des Leichtathletik-Europacups ausgetragen wird. Die erste Ausgabe der Superliga wurde am 20. und 21. Juni 2009 im portugiesischen Leiria ausgetragen. Zeitgleich fanden die 1. Liga in Bergen, die 2. Liga in Banská Bystrica und die 3. Liga in Sarajevo statt. Mannschaftseuropameister wurde Deutschland, Silber gewann Russland, Bronze ging an das Vereinigte Königreich.

## Struktur
Die Team-EM ist in vier Ligen aufgeteilt: die Superliga, 1., 2. und 3. Liga. Seit 2009 bestanden die Superliga und die 1. Liga aus zwölf Nationen, die 2. Liga aus acht und die 3. Liga aus 14 Nationen. Die Aufteilung in die Ligen war anhand der erbrachten Leistungen beim Europacup 2008 erfolgt. 2017 und 2019 bestanden die Superliga sowie die 1. und 2. Liga aus jeweils 12 Mannschaften, während die 3. Liga die restlichen Länder umfasst. Seit 2021 umfasst die Superliga acht sowie die 1. und 2. Liga jeweils 12 Teams. Alle anderen Mannschaften gehören weiterhin der 3. Liga an.

## Austragungsorte

### 2009 bis 2021
- Von 2009 bis 2021 war die Leichtathletik-Team-Europameisterschaft in vier Ligen an verschiedenen Austragungsorten aufgeteilt.

| Nr. | Jahr  | Datum                                                       | Superliga          | 1. Liga           | 2. Liga               | 3. Liga               |
| --- | ----- | ----------------------------------------------------------- | ------------------ | ----------------- | --------------------- | --------------------- |
| 1   | 02009 | 020. und 21. Juni                                           | Leiria (PRT)       | Bergen (NOR)      | Banská Bystrica (SVK) | Sarajevo (BIH)        |
| 2   | 02010 | 019. und 20. Juni                                           | Bergen (NOR)       | Budapest (HUN)    | Belgrad (SRB)         | Marsa (MLT)           |
| 3   | 02011 | 018. und 19. Juni                                           | Stockholm (SWE)    | Izmir (TUR)       | Novi Sad (SRB)        | Reykjavík (ISL)       |
| 4   | 02013 | 022. und 23. Juni                                           | Gateshead (GBR)    | Dublin (IRL)      | Kaunas (LTU)          | Banská Bystrica (SVK) |
| 5   | 02014 | 021. und 22. Juni                                           | Braunschweig (GER) | Tallinn (EST)     | Riga (LVA)            | Tiflis (GEO)          |
| 6   | 02015 | 020. und 21. Juni                                           | Tscheboksary (RUS) | Heraklion (GRC)   | Stara Sagora (BGR)    | Baku (AZE)            |
| 7   | 02017 | 023. bis 25. Juni                                           | Lille (FRA)        | Vaasa (FIN)       | Tel Aviv (ISR)        | Marsa (MLT)           |
| 8   | 02019 | 09. bis 11. August                                          | Bydgoszcz (POL)    | Sandnes (NOR)     | Varaždin (CRO)        | Skopje (MKD)          |
| 9   | 02021 | 029. bis 30. Mai (Superliga) 019. bis 20. Juni (1.–3. Liga) | Chorzów (POL)      | Cluj-Napoca (ROU) | Stara Sagora (BGR)    | Limassol (CYP)        |

### Seit 2023
- 2023 gab es nur eine Superliga, die in drei Divisionen aufgeteilt an einem Ort ausgetragen wurde.[1]

| Nr. | Jahr  | Datum                                                                                         | Austragungsort                                                |
| --- | ----- | --------------------------------------------------------------------------------------------- | ------------------------------------------------------------- |
| 10¹ | 02023 | 020. bis 25. Juni                                                                             | Chorzów (POL)                                                 |
| 11  | 02025 | 1. Division: 26. bis 29. Juni / 2. Division: 28. bis 29. Juni / 3. Division: 24. bis 25. Juni | 1. Division: Madrid (ESP) / 2. und 3. Division: Maribor (SVN) |
| 12  | 02027 | 0                                                                                             | Chorzów (POL)                                                 |

¹ = Im Rahmen der Europaspiele 2023
- Teilnehmer 2023: Die Aufteilung basiert auf den Ergebnissen der Team-Europameisterschaft 2021.
  - 1. Division: Polen, Italien, Vereinigtes Königreich, Deutschland, Spanien, Frankreich, Portugal, Tschechien, Niederlande, Schweiz, Türkei, Finnland, Schweden, Griechenland, Belgien und Norwegen
  - 2. Division: Rumänien, Estland, Ungarn, Dänemark, Slowenien, Litauen, Bulgarien, Slowakei, Lettland, Kroatien, Island, Serbien, Zypern, Republik Moldau, Ukraine und Luxemburg
  - 3. Division: Bosnien und Herzegowina, Malta, Montenegro, Georgien, Armenien, Andorra, Nordmazedonien, San Marino, Albanien, AASSE (Athletic Association of Small States of Europe), Aserbaidschan, Kosovo, Österreich, Irland und Israel

## Sieger
| Jahr  | Superliga   | 1. Liga    | 2. Liga   | 3. Liga    |
| ----- | ----------- | ---------- | --------- | ---------- |
| 02009 | Deutschland | Belarus    | Litauen   | Israel     |
| 02010 | Russland    | Tschechien | Schweiz   | Dänemark   |
| 02011 | Russland    | Türkei     | Estland   | Israel     |
| 02013 | Russland    | Tschechien | Slowenien | Slowakei   |
| 02014 | Deutschland | Belarus    | Schweiz   | Dänemark   |
| 02015 | Russland    | Tschechien | Dänemark  | Österreich |
| 02017 | Deutschland | Schweden   | Ungarn    | Luxemburg  |
| 02019 | Polen       | Portugal   | Estland   | Island     |
| 02021 | Polen       | Tschechien | Ungarn    | Serbien    |

| Jahr  | 1. Division | 2. Division | 3. Division |
| ----- | ----------- | ----------- | ----------- |
| 02023 | Italien     | Ungarn      | Irland      |
| 02025 | Italien     | Belgien     | Island      |

## Abstieg und Aufstieg
2017 steigen auch aus der Superliga nur noch zwei statt der bisher drei niedrigstplatzierten Mannschaften ab, und es steigen auch nur die zwei statt drei Höchstplatzierten aus der 1. Liga auf. In die 1. bzw. 2. Liga steigen weiterhin jeweils die zwei Besten der 2. bzw. 3. Liga auf, genauso viele steigen aus der 1. und 2. Liga ab.
2019 stiegen aus der Superliga, der 1. Liga und der 2. Liga jeweils fünf niedrigstplatzierten Nationen ab. Aus der 1. Liga, 2. Liga und 3. Liga stieg jeweils der erstplatzierte in die nächsthöhere Liga auf.

## Disziplinen
Im Rahmen des Wettbewerbs finden Wettkämpfe in 20 verschiedenen Disziplinen statt. Grundsätzlich sind die Disziplinen der Männer und der Frauen dieselben. Lediglich auf der kurzen Hürdenstrecke laufen Männer und Frauen unterschiedliche Distanzen.
Die Disziplinen sind:
- 100-Meter-Lauf
- 200-Meter-Lauf
- 400-Meter-Lauf
- 800-Meter-Lauf
- 1500-Meter-Lauf
- 3000-Meter-Lauf
- 5000-Meter-Lauf
- 100-Meter-Hürdenlauf (nur Frauen)
- 110-Meter-Hürdenlauf (nur Männer)
- 400-Meter-Hürdenlauf
- 3000-Meter-Hindernislauf
- 4-mal-100-Meter-Staffel
- 4-mal-400-Meter-Staffel
- Hochsprung
- Stabhochsprung
- Weitsprung
- Dreisprung
- Kugelstoßen
- Diskuswurf
- Hammerwurf
- Speerwurf

Jede Nation ist in jeder Disziplin nur mit einem einzigen Athleten bzw. Staffel vertreten. Gewertet wird nach einem einfachen Punktesystem, das ausschließlich die Platzierung berücksichtigt. Die Nation des Siegers einer Disziplin erhält jeweils eine mit der Zahl der Teilnehmer identische Punktzahl, abnehmend bis zur Nation des Letztplatzierten mit einem Punkt.

## Regeländerungen
Die tiefgreifendste Regeländerung gegenüber dem Europacup besteht darin, dass es keine getrennten Wertungen für jedes Geschlecht gibt, sondern ein gemeinsames Resultat von Männern und Frauen. Darüber hinaus gibt es in einzelnen Disziplinen Regeländerungen, die bei diversen Premium- und Permit-Meetings im Sommer 2008 getestet wurden.
Laufdisziplinen
Sportler werden sofort beim ersten Frühstart disqualifiziert.
Hoch- und Stabhochsprung
Im Hoch- und Stabhochsprung hat ein Athlet maximal vier Fehlversuche im gesamten Wettkampf. Er scheidet nach vier Fehlversuchen insgesamt oder drei Fehlern bei der gleichen Höhe aus.
Weit-, Dreisprung, Diskus, Hammer, Speer und Kugel
In den Disziplinen Weitsprung, Dreisprung, Kugelstoßen, Diskuswurf, Hammerwurf und Speerwurf bleibt es bei der Anzahl von vier Versuchen. Nach den ersten zwei Durchgängen kommen die ersten sechs in den dritten Durchgang. Der Fünft- und Sechstplatzierte nach dem dritten Durchgang scheidet aus. Die ersten Vier bestreiten dann den vierten und letzten Durchgang. Es werden alle Weiten gewertet.
Bei der Europameisterschaft 2011 hatten alle Teilnehmer drei Versuche zur Verfügung. Die besten Vier absolvierten den zusätzlichen vierten Durchgang.
3000 und 5000 Meter
Im 3000-Meter-Lauf scheidet nach jeweils drei, vier und fünf Runden der letztplatzierte Läufer aus. Das gilt auch beim 3000-Meter-Hindernislauf. Im 5000-Meter-Lauf geschieht dies nach drei, fünf und sieben Runden.
Bei der Europameisterschaft 2011 wurde diese Ausscheidungsregel wieder abgeschafft.

## Regeländerungen ab 2010
Einige der 2009 neu eingeführten Regeln, wurden 2010 wieder geändert oder gestrichen.
- Hoch-/Stabhochsprung: Nach dem insgesamt vierten persönlichen Fehlversuch im Wettbewerb scheidet ein Athlet aus. Steht ein Springer als Sieger fest, darf er so lange weiterspringen, bis er drei Sprünge hintereinander reißt.
- Drei-/Weitsprung sowie Wurfdisziplinen: Jeder Springer erhält drei Versuche, die vier danach Bestplatzierten einen weiteren.
- Läufe: Es gibt keine Ausscheidungsrennen wie im vergangenen Jahr, alle Läufer dürfen den Wettbewerb beenden. Über 800 Meter wird wieder in Bahnen und nicht an der Evolvente gestartet.
- Sprints/Hürdensprints: Es werden je zwei Zeitläufe durchgeführt, die gemeinsam gewertet werden. Die Besetzung wird anhand von Bestzeiten, Saisonbestzeiten und Medaillengewinnen bei internationalen Meisterschaften vorgenommen, so dass möglichst die stärksten Athleten gegeneinander antreten.

## Regeländerungen ab 2017
Ab dem Jahr 2017 wurde die Einteilung der Gruppen verändert. Super Liga, 1. und 2. Liga bestanden dann allesamt aus 12 Mannschaften, die 3. Liga umfasste die restlichen Länder (ca. 11–12). Aus diesem Grund wurden in Baku vier Aufsteiger ermittelt. Seit dem Jahr 2017 gibt es in allen Ligen jeweils 2 Aufsteiger und 2 Absteiger – zuvor waren es in bzw. aus der Super Liga 3 Nationen, die ab- bzw. aufstiegen.